# Bianchi (Radsportteam 1905–1966)

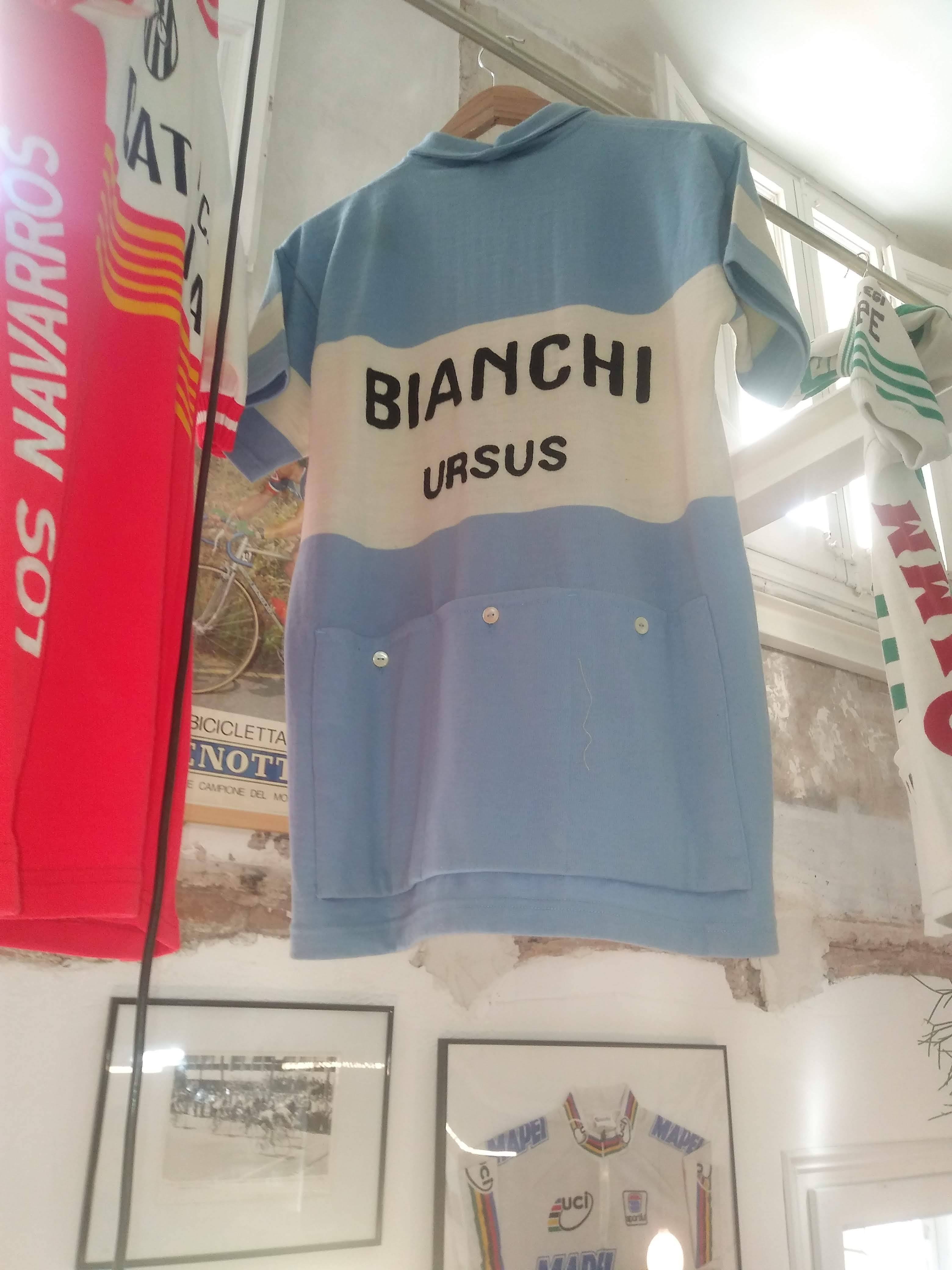
Teamtrikot 1949–1950

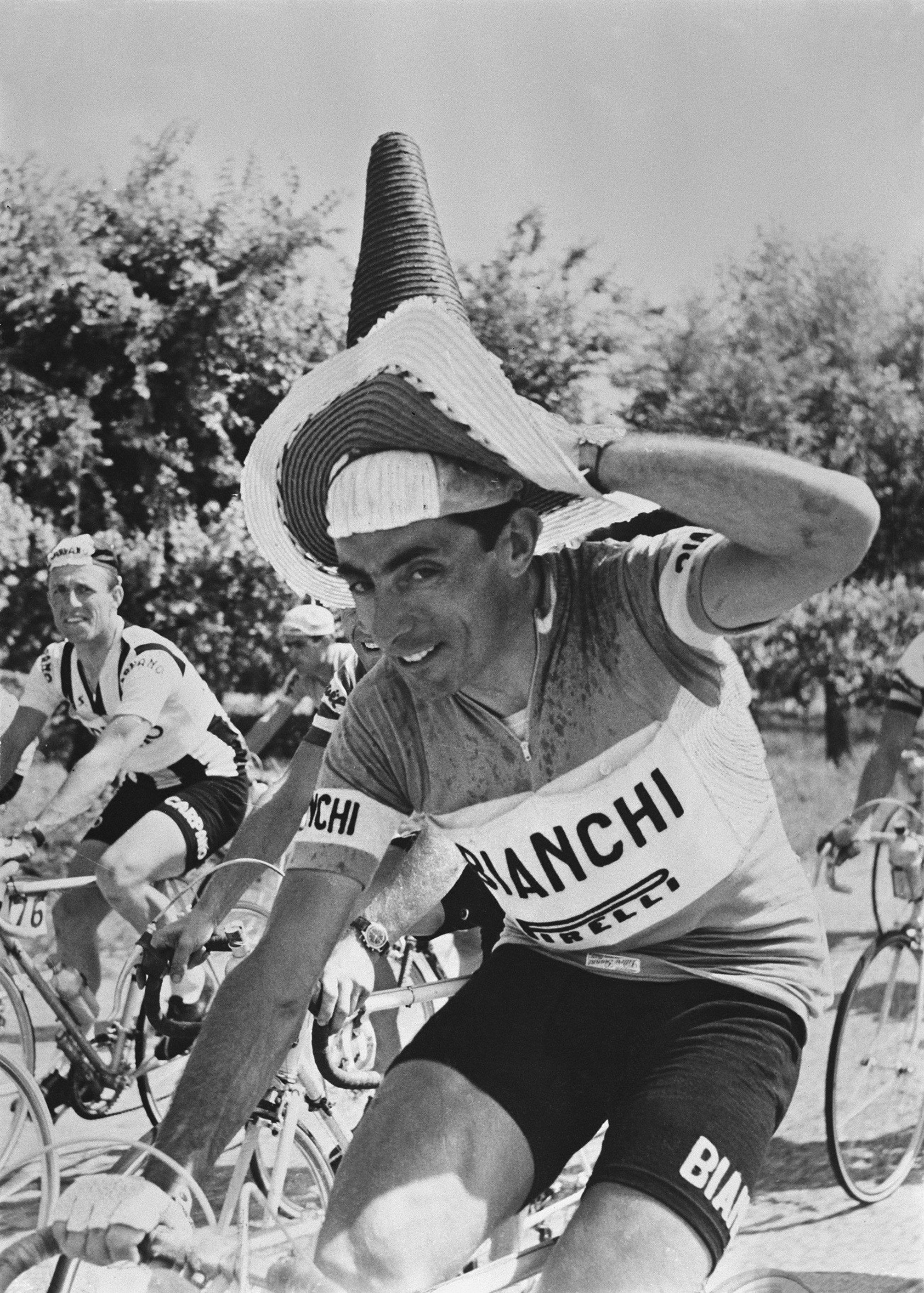
Fausto Coppi beim Giro 1958

Bianchi (Radsportteam 1905–1966) beschreibt die Radsportteams, die von dem italienischen Fahrradhersteller Bianchi von 1905 bis 1966 unterhalten wurden (nicht zu verwechseln mit dem Team Coast, das kurzzeitig als Team Bianchi startete).

## Geschichte
Das Team wurde 1905 gegründet. Es gibt zwar Hinweise, dass Bianchi bereits 1899 und 1900 als Sponsor tätig war aber wurden hier bestenfalls nur Einzelpersonen unterstützt und kein Team. 1908, 1919 bis 1922 nahmen jeweils einige Fahrer vom Team an der Tour de France teil, welche aber nicht mit Firmenteams, sondern als Individualisten oder vorgegebene Team ausgetragen wurden. Von 1923 bis 1926 wurde kein komplettes Team unterstützt, sondern nur ein Einzelfahrer. 1923 bis 1924 war dieser Fahrer Nello Ciaccheri und 1925 bis 1926 Arturo Bresciani. 1942 stellte Fausto Coppi einen Stundenweltrekord mit 45,798 km im Velodromo Maspes-Vigorelli, Mailand auf. 1944 wurde erneut kein komplettes Team gesponsert. Ab 1946 wurde mit Fausto Coppi gute Ergebnisse wie z. B. Platz 2 beim Giro d’Italia 1947 erzielt. 1948 verließ Fausto Coppi und das gesamte Team den Giro d’Italia nach der 17. Etappe, weil Fiorenzo Magni seiner Meinung nach für unerlaubte Unterstützung nicht ausreichend hart bestraft wurde. Fausto Coppi gewann zwar 1949 und 1952 den Giro d’Italia und die Tour de France, diese wurde allerdings nicht mit Werksteam, sondern mit Nationalmannschaften ausgetragen. 1953 wurde der letzte Sieg beim Giro d’Italia erzielt. Platzierungen beim Giro d’Italia in den Top Ten wurde noch in den Jahren 1954 (4.), 1955 (2.), 1959 (3.) und 1960 (8.) erreicht.

## Siege (Auszug)
- 6 × Gesamtwertung Giro d’Italia (1911, 1920, 1947, 1949, 1952, 1953)
- 124 Etappen Giro d’Italia:
  - 2 Etappen 1909: Giovanni Rossignoli (2)
  - 5 Etappen 1911: Carlo Galetti (3), Giovanni Rossignoli, Dario Beni
  - 2 Etappen 1914: Giuseppe Azzini (2)
  - 2 Etappen 1919: Gaetano Belloni, Oscar Egg
  - 6 Etappen 1920: Gaetano Belloni (4), Giuseppe Olivieri, Ugo Agostoni
  - 3 Etappen 1921: Gaetano Belloni (3)
  - 3 Etappen 1922: Gaetano Belloni (2), Costante Girardengo
  - 2 Etappen 1927: Arturo Bresciani, Domenico Piemontesi
  - 5 Etappen 1928: Domenico Piemontesi (5)
  - 2 Etappen 1929: Gaetano Belloni, Domenico Piemontesi
  - 7 Etappen 1930: Michele Mara (5), Domenico Piemontesi, Allegro Grandi
  - 3 Etappen 1931: Michele Mara (2), Ambrogio Morelli
  - 2 Etappen 1933: Giuseppe Olmo (2)
  - 3 Etappen 1934: Giuseppe Olmo (3)
  - 4 Etappen 1935: Giuseppe Olmo (4)
  - 11 Etappen 1936: Giuseppe Olmo (10), Aldo Bini
  - 4 Etappen 1937: Aldo Bini (3), Giuseppe Olmo
  - 1 Etappe 1938: Adolfo Leoni
  - 3 Etappen 1939: Diego Marabelli, Adolfo Leoni, Vasco Bergamaschi
  - 10 Etappen 1940: Olimpio Bizzi (4), Adolfo Leoni (4), Mario Vicini (2)
  - 6 Etappen 1946: Fausto Coppi (4), Adolfo Leoni, Aldo Baito
  - 6 Etappen 1947: Fausto Coppi (3), Adolfo Leoni (3)
  - 5 Etappen 1948: Fausto Coppi (2), Oreste Conte (2), Bruno Pasquini
  - 5 Etappen 1949: Fausto Coppi (3), Oreste Conte (2)
  - 2 Etappen 1950: Oreste Conte (2)
  - 2 Etappen 1951: Fausto Coppi (2)
  - 4 Etappen 1952: Fausto Coppi (3), Pasquale Fornara
  - 5 Etappen 1953: Fausto Coppi (3), Ettore Milano, Mannschaftszeitfahren
  - 2 Etappen 1954: Fausto Coppi, Mannschaftszeitfahren
  - 1 Etappe 1955: Fausto Coppi
  - 1 Etappe 1958: Guido Boni
  - 1 Etappe 1959: Antonino Catalano
  - 2 Etappen 1965: Luciano Armani, Bruno Mealli
  - 2 Etappen 1966: Dino Zandegù (2)
- 1 × Gesamtwertung Tour de Suisse (1952)
- 1 ×  Weltmeister Straßenrennen (1953)
- 15 × Mailand-San Remo (1914, 1917, 1920, 1918, 1930, 1932, 1935, 1938, 1942, 1943, 1946, 1948, 1949, 1952, 1953)
- 14 × Lombardei-Rundfahrt (1906, 1914, 1918, 1922, 1930, 1937, 1942, 1946–1949, 1954, 1956, 1957)
- 2 × Paris–Roubaix (1949–1950)
- 6 × Mailand-Turin (1905, 1915, 1917, 1921, 1952, 1959)
- 6 × Gran Piemonte (1911, 1922, 1936, 1940, 1959, 1965)
- 14 × Giro dell’Emilia (1917, 1918, 1922, 1927, 1928, 1929, 1936, 1941, 1942, 1946, 1947, 1948, 1958, 1966)
- 3 × Giro dell’Appennino (1937, 1955, 1959)
- 6 × Giro del Veneto (1939, 1941, 1947, 1950, 1957, 1960)
- 3 × Giro del Lazio (1941, 1959, 1961)
- 1 × Paris–Tours (1953)
- 1 × Tirreno–Adriatico (1966)
- 10 ×  Italienischer Meisterschaften–Straßenrennen (1909, 1911, 1922, 1936, 1941, 1947, 1949, 1955, 1959)
- 1 ×  Belgische Meisterschaft–Straßenrennen (1921)
- 1 ×  Französische Meisterschaft–Straßenrennen (1953)

## Wichtige Platzierungen
| Grand Tour        | 1909 | 1910 | 1911 | 1912 | 1914 | 1919 | 1920 | 1921 | 1922 | 1923 | 1924 | 1925 | 1926 | 1927 | 1928 | 1929 | 1930 | 1931 | 1932 | 1933 | 1934 | 1935 | 1936 | 1937 | 1938 | 1939 | 1940 | 1946 | 1947 | 1948 | 1949 | 1950 | 1951 | 1952 | 1953 | 1954 | 1955 | 1956 | 1957 | 1958 | 1959 | 1960 | 1961 | 1965 | 1966 |
| ----------------- | ---- | ---- | ---- | ---- | ---- | ---- | ---- | ---- | ---- | ---- | ---- | ---- | ---- | ---- | ---- | ---- | ---- | ---- | ---- | ---- | ---- | ---- | ---- | ---- | ---- | ---- | ---- | ---- | ---- | ---- | ---- | ---- | ---- | ---- | ---- | ---- | ---- | ---- | ---- | ---- | ---- | ---- | ---- | ---- | ---- |
| Giro d’ItaliaGiro | 7    | 4    | 1    | DNF  | –    | 2    | 1    | 2    | –    | –    | –    | –    | –    | 6    | 6    | 2    | 3    | 8    | 6    | 4    | 4    | 3    | 2    | 18   | 6    | 15   | 4    | 2    | 1    | DNF  | 1    | 42   | 4    | 1    | 1    | 4    | 2    | 23   | 13   | 14   | 3    | 8    | 20   | –    | 11   |

| Monument                 | 1909 | 1910 | 1911 | 1912 | 1914 | 1915 | 1917 | 1918 | 1919 | 1920 | 1921 | 1922 | 1927 | 1928 | 1929 | 1930 | 1931 | 1932 | 1933 | 1934 | 1935 | 1936 | 1937 | 1938 | 1939 | 1940 | 1941 | 1942 | 1943 | 1945 | 1946 | 1947 | 1948 | 1949 | 1950 | 1951 | 1952 | 1953 | 1954 | 1955 | 1956 | 1957 | 1958 | 1959 | 1960 | 1961 | 1965 | 1966 |
| ------------------------ | ---- | ---- | ---- | ---- | ---- | ---- | ---- | ---- | ---- | ---- | ---- | ---- | ---- | ---- | ---- | ---- | ---- | ---- | ---- | ---- | ---- | ---- | ---- | ---- | ---- | ---- | ---- | ---- | ---- | ---- | ---- | ---- | ---- | ---- | ---- | ---- | ---- | ---- | ---- | ---- | ---- | ---- | ---- | ---- | ---- | ---- | ---- | ---- |
| Mailand–Sanremo          | 5    | –    | 4    | 6    | 2    | 2    | 1    | 1    | 7    | 1    | 8    | 2    | 3    | –    | 9    | 1    | 3    | 1    | 2    | 8    | 1    | 2    | 9    | 1    | 2    | 3    | 4    | 1    | 1    | –    | 1    | –    | 1    | 1    | 3    | 22   | 1    | 1    | 3    | –    | 12   | 7    | –    | 8    | 62   | 60   | 32   | 10   |
| Flandern-Rundfahrt       | –    | –    | –    | –    | –    | –    | –    | –    | 7    | 2    | –    | –    | –    | –    | –    | –    | –    | –    | –    | –    | –    | –    | –    | –    | –    | –    | –    | –    | –    | –    | –    | –    | –    | –    | –    | –    | 2    | 5    | 12   | –    | –    | –    | –    | –    | –    | –    | –    | –    |
| Paris–Roubaix            | –    | –    | –    | –    | –    | –    | –    | –    | 14   | 8    | 17   | 6    | –    | –    | –    | –    | –    | –    | –    | –    | –    | –    | –    | –    | –    | –    | –    | –    | –    | –    | –    | –    | –    | 1    | 1    | 29   | 2    | 31   | 16   | 2    | 26   | 39   | 31   | 31   | 37   | –    | –    | –    |
| Lüttich–Bastogne–Lüttich | –    | –    | –    | –    | –    | –    | –    | –    | –    | –    | –    | –    | –    | –    | –    | –    | –    | –    | –    | –    | –    | –    | –    | –    | –    | –    | –    | –    | –    | –    | –    | –    | –    | –    | –    | 59   | –    | 27   | –    | –    | –    | –    | –    | –    | 47   | –    | –    | –    |
| Lombardei-Rundfahrt      | –    | –    | 2    | 10   | 1    | 6    | 4    | 1    | 2    | 1    | 2    | 1    | 12   | 2    | 8    | 1    | 2    | 6    | 3    | 4    | 4    | 4    | 1    | 3    | 2    | 3    | 3    | 1    | –    | 4    | 1    | 1    | 1    | 1    | 3    | 3    | 35   | 10   | 1    | 11   | 1    | 1    | 16   | 13   | 2    | 18   | –    | 13   |

## Bekannte ehemalige Fahrer
- Enrico Brusoni (1905)
- Dario Beni (1909–1912)
- Carlo Galetti (1911+1914)
- Costante Girardengo (1915–1918+1922)
- Gaetano Belloni (1916–1922+1929–1931)
- Oscar Egg (1917–1919)
- Michele Mara (1928–1932+1934–1936)
- Alfredo Bovet (1930–1936)
- Giuseppe Olmo (1933–1940)
- Aldo Bini (1936–1941+1943+1952)
- Adolfo Leoni (1938–1945+1946–1947)
- Cino Cinelli (1940–1943)
- Serse Coppi (1945–1951)
- Fausto Coppi (1946–1955+1958)
- Jozef Schils (1953–1954)
- Dino Zandegù (1965–1966)